# 半人馬座V795
半人馬座V795，又名CP-56 6206，HD 124367、SAO 241563、HR 5316，是半人馬座的一颗恒星，视星等为5.07，位于銀經314.13，銀緯3.96，其B1900.0坐标为赤經14h 7m 59s，赤緯-56° 3.96′ 4″。